# Гурбанов, Язмухаммет
Язмухамме́т Гурба́нов (туркм. Ýazmuhammet Gurbanow) — туркменский государственный деятель, бывший хяким Ахалского велаята. Вступил в должность 7 февраля 2020 года. До этого занимал пост хякима и заместителя хякима Гёкдепинского этрапа Ахалского велаята.
14 июля 2023 года на расширенном заседании Кабинета министров отстранён от должности за «допущенные в работе серьёзные недостатки». В августе приговорён к 25 годам лишения свободы. Причина возбуждения уголовного дела неизвестна; по некоторым данным, в деле фигурируют «халатность и хищения».
Награждён юбилейными медалями «25 лет нейтралитета Туркменистана» (туркм. Türkmenistanyň Bitaraplygynyň 25 ýyllygyna), «25 лет независимости Туркменистана» (туркм. Türkmenistanyň Garaşsyzlygynyň 25 ýyllygyna) и «30 лет независимости Туркменистана» (туркм. Türkmenistanyň Garaşsyzlygynyň 30 ýyllygyna).